# 용사, 그만둡니다 ~다음 직장은 마왕성~

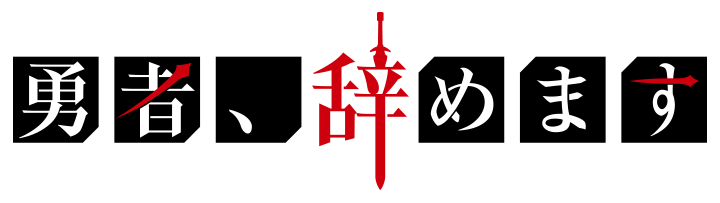

《용사, 그만둡니다 ~다음 직장은 마왕성~》(일본어: 勇者、辞めます〜次の職場は魔王城〜)는 퀀텀(작가), 아마노 하나(일러스트)가 원작한 일본의 라이트 노벨이다. KADOKAWA의 소설 투고 사이트 《카쿠요무》에서 2017년 1월 12일부터 2월 7일까지 연재했다. 낱권책은 4·6판형으로 전 3권, 만화 각색판은 전 8권으로 나왔다. 애니메이션은 EMT 스퀘어드에서 만들어 2022년 4월 5일부터 6월 21일까지 AT-X 등에서 방영했다.

## 줄거리
사람들은 혼자서 마왕군을 쓰러뜨린 레오를 위험하다고 여겨 인간의 나라에서 쫓아냈다. 검술과 마술 등 각종 기술에 정통한 용사에게 져 재기를 꾀하는 마왕군을 지난날의 용사였던 레오가 찾는다. 레오는 여러 문제를 안고 있는 마왕군에 정체를 숨긴 채 들어가 마왕군을 빠르게 다시 세워 나간다. 곧 레오는 간부로까지 올라가지만 그의 진정한 목적은 세계 모두를 다시 세우는 데에 있었다.

## 등장 인물
- 레오 데몬하트(영어: Leo Demonheart)(인간[2], 용사)(성우: 오노 켄쇼)
- 에키드나(그리스어: Έχιδνα)(마왕)(성우: 혼도 카에데)
- 슈티나(일본어: シュティーナ)(서큐버스, 마장군)(성우: 이토 시즈카)
- 리리[3](일본어: りり '이리')(유사수인(有似獸人), 수장군(獸將軍))(성우: 오오와다 히토미)
- 메르네스(일본어: メルネス)(반인반마(半人半魔), 무영장군(無影將軍))(성우: 우치야마 유미)
- 에드발트[4](일본어: エドヴァルト)(용인족(龍人族), 용장군(龍將軍))(성우: 이나다 테츠)
  - 딸로 젤리에타(일본어: ジュリエッタ)(성우: 마츠오카 미사토)가 있다.
- 디아네트(일본어: ディアネット)(성우: 스즈키 미노리)
- 에이브래드(일본어: エイブラッド)(임피족)(성우: 히라마츠 히로카즈)(애니메이션 8화에만 등장)
- 큐크레우스(일본어: キュクレウス)(선대 마왕)(성우: 토리우미 코스케)(애니메이션 10화에만 등장)

## 방영 목록
| 회차                   | 제목                                  | 방송 일자                             |
| ---------------------- | ------------------------------------- | ------------------------------------- |
| 1화                    | 다음 직장은 마왕성                    | 2022년 4월 7일                        |
| 2화                    | 내일의 내가 편해지는 일을 해라        | 2022년 4월 14일                       |
| 3화                    | 작은 깨달음이 일의 효율을 높인다      | 2022년 4월 21일                       |
| 4화                    | 지옥의 술자리                         | 2022년 4월 28일                       |
| 5화                    | 그만두고 싶어지면 일단 상담을 해라    | 2022년 5월 5일                        |
| 6화                    | 용사, 오랜 고민을 이야기하다          | 2022년 5월 12일                       |
| 7화                    | 좋은 전사가 좋은 상사라는 법은 없다   | 2022년 5월 19일                       |
| 8화                    | A.D. 2060 도쿄의 어느 곳에서          | 2022년 5월 26일                       |
| 9화                    | 용사, 그만두고 싶다                   | 2022년 6월 2일                        |
| 10화                   | 세계를 멸망시켜서라도 세계를 구하자   | 2022년 6월 9일                        |
| 11화                   | 용사의 자격                           | 2022년 6월 16일                       |
| 12화                   | 용사, 그만둡니다                      | 2022년 6월 23일                       |
| 번외편 (OVA, 마지막화) | 연수 여행의 목적을 잃지 마라(전·후편) | 미방영(일본) 2022년 9월 9일(대한민국) |